# 伊贡
伊贡（法語：Igon，法語發音：[iɡɔ̃]）是法国大西洋比利牛斯省的一个市镇，位于该省东部，属于波城区。

## 地理
伊贡（43°9'35"N, 0°13'56"W）面积5.33 平方千米，位于法国新阿基坦大区大西洋比利牛斯省，该省份为法国东南部省份，涵盖了贝阿恩与北巴斯克，西临大西洋比斯開灣，北至朗德省，东北接热尔省，东临上比利牛斯省，南与西班牙接壤。
与伊贡接壤的市镇（或旧市镇、城区）包括：阿松、科阿拉兹、莱斯泰勒贝塔拉姆、蒙托、奈镇。

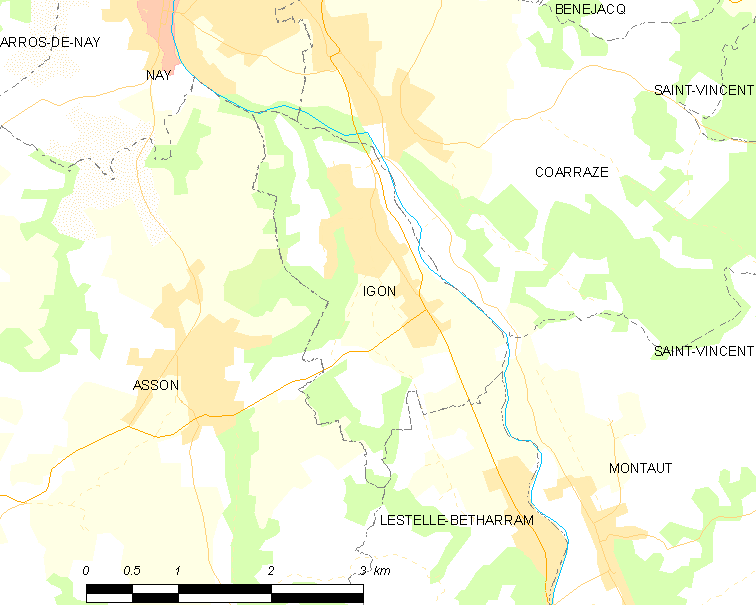
伊贡的OSM定位图

伊贡的时区为UTC+01:00、UTC+02:00（夏令时）。

## 行政
伊贡的邮政编码为64800，INSEE市镇编码为64270。

## 政治
伊贡所属的省级选区为乌斯河与拉关河河谷县。

## 人口

1962-2008年间伊贡人口变化图示

伊贡于2022年1月1日时的人口数量为1008人。